# ناحية تل رفعت
ناحية تل رفعت إحدى نواحي سوريا تتبع إداريّاً لمحافظة حلب منطقة اعزاز ومركزها بلدة تل رفعت، بلغ تعداد سكان الناحية 43,781 نسمة حسب التعداد السكاني لعام 2004.

## بلدات وقرى ناحية تل رفعت
أحرص، دير جمال، كفر ناصح، كفرنايا، كشتعار، مسقان، الشيخ عيسى، تل جبين، تل رفعت، تنب، طاطمراش، تلعجار، الجهاد.